# Karl-Vilhelm Grünn
Karl-Wilhelm Emil Jürgen Grünn, född 21 mars 1893 i Hangö, död 2 oktober 1968 i Lahtis, var en finländsk jägaröverste under första världskriget, finska inbördeskriget, vinterkriget och fortsättningskriget.

## Biografi
Grünn var son till bankkamrer Herman Grünn och Elin Lindevall. Han studerade sju år vid Vasas svenska lyceum och bedrev studier vid Leipzigs handelshögskola 1913–1914. Studierna avbröts i och med första världskriget och Grünn återvände till Finland. Han utbildade sig då till kavallerist 1919, avlade studier vid krigshögskolan 1924–1926 samt genomgick maskingevärs- och grenadjärskurs vid stridsskolan 1935. Under den tiden gjorde han flera studieresor runtom i Europa. Han begav sig sedan till Tyskland och tog värvning vid 27. jägarbataljonens 4. kompani den 13 januari 1916. Under första världskriget stred han vid tyska fronten och deltog bland annat i striderna vid Missé och Aa. 1917 deltog han även i artillerikursen i Polangen.
Tillsammans med jägarbataljonen anlände fänrik Grünn till Vasa den 11 februari 1918 och anslöt sig till de vita i inbördeskriget. Han blev kurirofficer och adjutant vid 3. jägarregementets 5. jägarbataljon, varifrån han i april kommenderades som adjutant till 5. jägarregementet. Under kriget bevistade han bland annat slaget om Tammerfors och striderna i Karelska näset. Efter inbördeskriget var han adjutant vid 5. jägarregementet, som sedermera blev Kuopios 4. infanteriregemente och sedan Tammerfors regemente. Den 21 juli 1918 blev Grünn befälhavare över 3. maskingevärskompaniet, generalstabsofficer vid 3. divisionen den 14 maj 1920, hushållningschef vid 3. fältartilleriregementet den 14 december 1921, äldre byråofficer vid Försvarsministeriets intendentavdelning den 28 november 1923, äldre byråofficer vid Försvarsministeriets krigsavdelning den 1 januari 1927. Den 21 december 1933 blev han befälhavare över 1. bataljonen vid Tammerfors regemente.
Vid vinterkrigets utbrott blev Grünn befälhavare över 33. infanteriregementet och deltog med det i flera strider. Under vapenvilan var han befälhavare över Lahtis skyddskår och blev befälhavare över 22. infanteriregementet vid fortsättningskrigets utbrott. Han deltog därvid i striderna vid Korpiselkä och Tulois. 1941 flyttades han till VI armékåren och stred med den i Olonets. Han blev sedan befälhavare över Päijänne militärlän, var befälhavare över försvaret av S:t Michel 1942–1943, varefter han återgick till befälskapet över Lahtis skyddskår. Därefter lämnade han armén och var fram till 1962 verkställande direktör för Mallasjuoma i Lahtis.